# Алексей Гастев
Алексѐй Капито̀нович Га̀стев (на руски: Алексей Капитонович Гастев) е руски общественик, писател и революционер.
Роден е на 8 октомври (26 септември стар стил) 1882 година в Суздал в семейството на учител, който умира малко по-късно, и е отгледан от майка си. През 1901 година се включва в Руската социалдемократическа работническа партия, неколкократно е арестуван, живее в емиграция, участва в Първата руска революция. Пише поезия и научна фантастика и става един от идеолозите на Пролеткулт. През 1921 година основава Централен институт по труда, който развива теории за „научна организация на труда“. През 1932 – 1936 година оглавява Всесъюзния комитет по стандартизация. Арестуван е през 1938 година, по време на Голямата чистка.
Алексей Гастев е разстрелян на 15 април 1939 година в Комунарка.